# Liverpool County Premier League
Liverpool County Premier League är en engelsk fotbollsliga baserad i Merseyside. Den har tre divisioner och toppdivisionen Premier Division ligger på nivå 11 i det engelska ligasystemet. Ligan är en matarliga till North West Counties Football League.
Ligan grundades 2006 genom en sammanslagning av Liverpool County Football Combination och I Zingari League.

## Mästare
| Säsong  | Premier Division | Division One          | Division Two   |
| ------- | ---------------- | --------------------- | -------------- |
| 2006-07 | Waterloo Dock    | South Liverpool FC    | Remyca United  |
| 2007-08 | Waterloo Dock    | Aigburth Peoples Hall | Sacre Coeur FP |
| 2008-09 | Waterloo Dock    | Albany Athletic       | Halewood Town  |

| Säsong  | Premier Division | Division One      | Division Two North | Division Two South |
| ------- | ---------------- | ----------------- | ------------------ | ------------------ |
| 2009-10 | Waterloo Dock    | Essemmay Old Boys | Pinewoods          | Alumini FC         |

| Säsong  | Premier Division       | Division One         | Division Two                  |
| ------- | ---------------------- | -------------------- | ----------------------------- |
| 2010-11 | Waterloo Dock          | Croxteth             | Liverpool North               |
| 2011–12 | Aigburth Peoples Hall  | West Everton Xaviers | Kingsley United               |
| 2012–13 | West Everton Xaviers   | Kingsley United      | The Famous Grapes             |
| 2013-14 | Aigburth Peoples' Hall | Liver Academy        | Litherland REMYCA FC Reserves |

Källa: Football Mitoo

### Webbkällor
Den här artikeln är helt eller delvis baserad på material från engelskspråkiga Wikipedia, Liverpool County Premier League, 26 juli 2015.